# 北山昭
北山 昭（きたやま あきら、1959年 – 2001年）は日本の昆虫学者でゲンゴロウ類研究の第一人者。大阪府生まれ。

## 略歴
1982年京都府立大学農学部卒業（専攻 - 応用昆虫学）。三井製薬工業を経て、環境科学勤務。元日本甲虫学会、日本鞘翅学会会員。日本鱗翅学会、関西甲虫談話会幹事。
2001年逝去。41歳没。

## 著書
- 『図説 日本のゲンゴロウ』（森正人との共著）文一総合出版 1993年

## 論文
- 国立情報学研究所収録論文 国立情報学研究所